# Ixia tenuifolia
Ixia tenuifolia là một loài thực vật có hoa trong họ Diên vĩ. Loài này được Vahl miêu tả khoa học đầu tiên năm 1805.